# Philipp van Artevelde
Philipp van Artevelde, oder Filips van Artevelde (* 1340 in Gent; † 27. November 1382 bei Roosebeke) war 1381 Anführer eines Bürgeraufstands in Gent.

## Leben
Philipps Vater Jacob van Artevelde war seit 1338 Hauptmann von Gent und für mehrere Jahre der mächtigste Mann von Flandern. Gegen den mit Frankreich verbündeten Grafen Ludwig I. von Flandern suchte er die Verbindung der Stadt mit Eduard III. von England, der seit 1337 Krieg gegen Frankreich führte und Verbündete suchte. Die englische Königin Philippa von Hennegau hielt sich deshalb in Flandern auf, wo sie Taufpatin von Jacob van Arteveldes jüngstem Sohn Philipp wurde. Gerüchte, dass Jacob van Artevelde den auch als „Schwarzen Prinzen“ bekannten englischen Thronfolger Edward of Woodstock zum Grafen von Flandern machen wollte, führten jedoch 1345 zu Kämpfen zwischen einzelnen Zünften und schließlich zu Jacob van Arteveldes Ermordung durch einen Volksmob. Im folgenden Jahr fiel Ludwig I. in der Schlacht von Crécy. Sein Sohn und Nachfolger Ludwig II. von Male verfügte die Ausweisung von Jacob van Arteveldes Familie, die sich in England niederließ.
1360 erlaubte der Friede von Brétigny Philipp van Artevelde die Rückkehr nach Gent. 1379 verweigerten die Genter Graf Ludwig II. eine Sondersteuer für die Ausrichtung eines Turniers. Die Konkurrenzstadt Brügge stimmte Ludwigs Ansinnen dagegen zu, weil dieser der Stadt den Bau eines Kanals zusicherte. Daraufhin fürchteten die Genter eine Benachteiligung der eigenen Handelsinteressen. Ein Aufstand brach aus, der bald auf ganz Flandern übergriff. Ludwig II. gelang es mit Unterstützung von Karl V. von Frankreich, Brügge wieder auf seine Seite zu bringen. Nur Gent befand sich noch im Aufstand.
In dieser Situation erinnerten sich die Genter, dass Flandern nie so gut regiert worden war wie unter Jacob van Artevelde. Philipp van Artevelde wurde Ende 1381 von den Genter Bürgern zum Kapitän und Rawaert von Flandern gewählt. Er ließ zwölf der Hauptanstifter des an seinem Vater verübten Mordes hinrichten. Seine Maßnahmen gegen die herrschende Hungersnot reichten jedoch nicht aus, weshalb die Genter Friedensverhandlungen mit dem Grafen suchten. Da dessen Bedingungen Philipp von Artevelde aber nicht akzeptabel erschienen, riskierte die Stadt den Krieg.
Zunächst war Philipp van Artevelde siegreich. Am 2. Mai 1382 schlugen die Aufständischen unter seiner Führung Ludwigs Heer vernichtend. Brügge und Ypern schlossen sich Philipp van Artevelde an. Der Graf floh zu seinem Schwiegersohn, dem französischen König Karl VI. von Frankreich. Philipp van Artevelde wandte sich an England, dessen jugendlicher König Richard II. ihm militärische Unterstützung zusagte. Die verbündeten Heere von Frankreich und Burgund erreichten Flandern jedoch schneller. Philipp van Artevelde versuchte vergeblich, die Gegner durch die Zerstörung einer Brücke über die Leie aufzuhalten, in der Hoffnung, dass Hunger und Kälte die Gegner schwächen würde. In der Schlacht bei Roosebeke 1382 erlitten die Aufständischen eine entscheidende Niederlage. Karl VI. konnte die flämische Armee aufreiben, Philipp van Artevelde selbst erstickte bei den Kämpfen inmitten seiner von den Franzosen getöteten Soldaten.

## Rezeption
Henry Taylor behandelte Philipp van Arteveldes Leben 1834 in Philip van Artevelde: a dramatic romance.